# Naziv
Naziv stoji pred imenom in kaže na izobrazbo oz. družbeni položaj nosilca naziva. Nazivi so lahko strokovni (dr., mag., inž.,...) ali plemiški (knez, grof, princ,...) ali pa samo nakazujejo zakonski status (g., ga., gdč.,...). Nazivi se navadno krajšajo in le v redkih primerih pišejo v celoti. 
Veda, ki se ukvarja s preučevanjem nazivov, je nobilistika.